# Hauterive, Fribourg
Bản mẫu:Otherplaces3
Hauterive là một đô thị trong huyện Sarine thuộc bang Fribourg ở Thụy Sĩ. Đô thị này được lập thông qua việc hợp nhất các làng Posieux và Ecuvillens vào năm 2001.

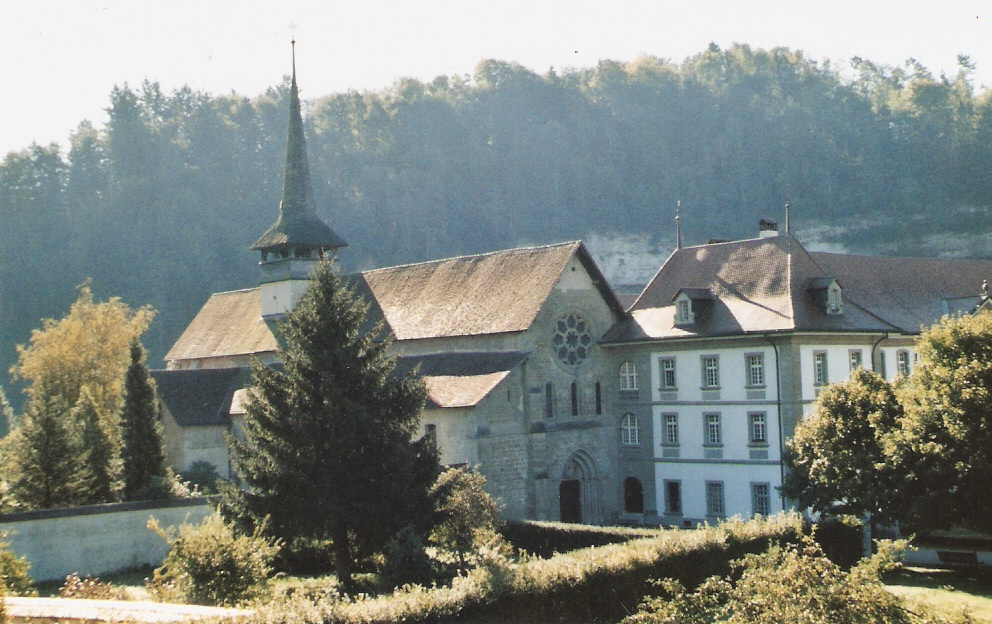
Nhà nguyện Hauterive

Nhà nguyện được xây dựng năm 1138, đóng cửa năm 1848 sau cuộc hiến Sonderbund, nhưng mở cửa lại năm 1939.